# Weight of the World
Weight of the World – singel zespołu Evanescence promujący ich drugi album studyjny The Open Door napisany przez Amy Lee i Terry'ego Balsamo. Został wydany wyłącznie jako radiowy.